# Подговорака
Подговора́ка (бел. Падгаварака) — деревня в составе Черноборского сельсовета Быховского района Могилёвской области Республики Беларусь.

## Население
- 2010 год — 2 человека